# Dráhové modelářství
Dráhové modelářství (mezinárodní označení SCR podle anglického Slot car racing) je kategorie automobilového modelářství, v níž se závodí s modely automobilů, které jsou vedeny drážkami v autodráze a poháněny elektromotory.

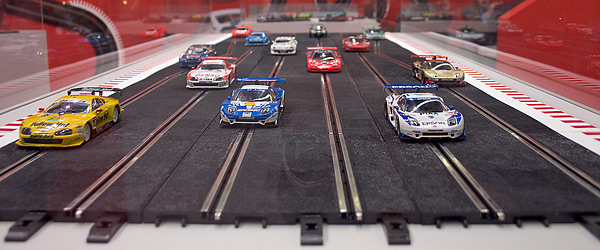
Moderní, volně prodávaná dráha. Ninco, měřítko 1:32.

## Historie
Počátkem 60. let 20. století začaly ve Spojených státech amerických a Velké Británii vznikat kluby dráhových modelářů. Ve Spojených státech amerických vzniklo 3 000 modelářských klubů. V tomto období vznikaly první kluby dráhových modelářů i v Československu.
Jednotlivé modely obvykle představují skutečné automobily, i když některé z nich mají karoserie navržené pro miniaturní závody. Většina nadšenců používá komerčně dostupné karoserie (často upravené pro lepší výkon), jiní motorizují statické modely.
Závody mohou být jak amatérské, odehrávající se na domácích tratích, tak i profesionální. V těchto soutěžích si účastníci pečlivě staví nebo upravují svá vlastní auta pro maximální výkon a soutěží v sérii závodů, které vyvrcholí národním nebo světovým šampionátem. Někteří nadšenci, stejně jako v modelové železnici, staví propracované tratě podobající se těm opravdovým, včetně miniaturních budov, stromů a lidí. Zatímco čistě profesionální závodníci často dávají přednost trati bez úprav.
Tyto závody byly v 60. letech oblíbenou módou, tržby dosáhly 500 milionů dolarů ročně. Tento trend začal upadat počátkem sedmdesátých let minulého století, když se amatéři na závodech cítili vytlačeni a zůstali doma. Zároveň přišel nový trh s rádiově ovládanými modely.

## Základní typy vozidel
Mezi základní typy karosérií vozidel patří:
- Měřítko 1:24 nebo také 1/24, jedná se o největší z typů používaných pro závody. Jeho délka se pohybuje někde mezi 18–20 cm. Pro závodění s tímto typem je potřeba větší dráha, proto se většinou nacházejí v zájmových klubech nebo obchodních centrech.
- Měřítko 1:32 nebo také 1/32, jedná se menší typ. Jejich velikost se pohybuje někde mezi 13–15 cm, a proto jsou více vhodnější pro domácí dráhy, ale jedí se s nimi i v klubech a obchodních centrech.
- Měřítko HO, nejobecnější typ. Měřítko se v minulosti pohybovalo mezi 1:76–1:87, časem se změnilo na měřítko pohybující se okolo 1:64, díky podobné šířce však všechny mohou jezdit na stejné dráze. Velikost se pohybuje mezi 5,5–8 cm.

## Dráha
Domácí autodráhy jsou vyrobeny ze vstřikovaného plastu a prodávají v sadách, nebo po jednotlivých kusech. Domácí dráhy jsou lehce rozebiratelné. Modelářské tratě používané pro soutěže (zejména v měřítku 1:32 a 1:24) jsou ručně dělané. Tyto dráhy bývají zhotoveny z dřevotřísky nebo dřevovláknitého materiálu, aby dráha byla hladká a bez nerovností. Na bocích drah bývají přidané nízké stěny (mantinely) aby modely automobilů při vyjetí z drážky nevypadli na zem.
Závodní autodráhy jsou obvykle vybudovány jako silniční tratě s mnoha zatáčkami, i když ovály jsou také poměrně běžné. Na trati nebo oválu je každý vůz a každá dráha označena rozlišovací barvou. Toto označení umožňuje obsluze (anglicky nazývané Marshall) u zatáček vrátit vozy, které vypadly mimo trať, do správného pruhu.
Dráhy pro formální soutěž mohou mít obecně nakloněné oblouky a mohou překlenout jednu část přes druhou (přejezdy a podjezdy), ale jinak nesmí používat speciální "trikové" konfigurace. Domácí tratě často obsahují speciální funkce pro zvýšení dramatičnosti nebo náročnosti závodů, jako jsou kmitající dráhy, nerovnosti, vzdušné skoky nebo překřižující se drážky.
Dalším typem jsou dlouhé rovné pásy, používané pro závody dragsterů. Ve velikosti HO jsou tyto pásy často měřítkem čtvrt míle.

## Pravidla
Pravidel je více druhů, záleží také na regionu ve kterém se závodí. Společné bývají různé rozjezdová kola před hlavními závody. Nejčastěji jezdí 4 závodníci (nebo počet drážek na dráze), kteří se střídají na jednotlivých drážkách, a poté se vymění s novou skupinou závodníků. Toto střídání je pevně dané. Délky jednotlivých kol se různí. Na světový závodech pořádaných ISRA v kategorii 1:24 závod skládá s 8 segmentů po 7,5 minutách. Po dojezdu skupiny se závodníci stávají marshally u zatáček. Pro první skupinu jsou marshally závodníci ze skupiny, která jede poslední.